# Лююски, Пекка
Пекка Лююски (фин. Pekka Lyyski; родился 26 июня 1953, Коккола, Финляндия) — финский футболист и тренер. С 2002 по 2015 год был главным тренером клуба «Мариехамн» в чемпионате Финляндии.
В 2002 году возглавил «Мариехамн» и в течение двух лет вывел команду из третьей лиги Какконен в Вейккауслиигу — высшую лигу страны. Под его руководством команда выиграла Кубок Финляндии в 2015 году, ставший для неё первым национальным трофеем, а также впервые в своей истории выступила в еврокубках. В 2015 году Лююски принял решение уйти из футбола и заняться туристическим бизнесом.
Его сын Яни Лююски был профессиональным футболистом, выступал под руководством отца в «Мариехамне».